# یاستژنبیه (استان اوپوله)
یاستژنبیه (به لاتین: Jastrzębie) یک روستا در لهستان است که در گمینا نامسووو واقع شده‌است.